# Sukabumi (regentschap)
Sukabumi is een regentschap in de provincie West-Java op het eiland Java. Sukabumi telde in 2003 2.210.000 inwoners op een oppervlakte van 3934 km².
De hoofdstad van Regentschap Sukabumi (Indonesisch: Kabupaten Sukabumi is Pelabuhan Ratu en ligt aan de kust van de baai met dezelfde naam. De stad Sukabumi is volledig omringd door het regentschap, maar staat er bestuurlijk los van. Het grootste deel van de 2.517.982 inwoners (januari 2014) woont in het noordoostelijke deel van het regentschap, dat Sukabumi Stad en de berg Gede omringt.

## Bezienswaardigheden

### Strand
Langs de zuidkust zijn verschillende stranden zoals Pasir Putih Beach (Muara Cipanarikan), Pangumbahan strand (Schildpadstrand), Cibuaya Strand en UjunggentengStrand. Batu Nunggul Beach is geschikt voor surfen met golfhoogten van ongeveer 3 meter in het droge seizoen, maar slechts 1 meter hoogte in het regenseizoen.

### Waterval
Een 120-meter Caweni Waterval ligt op slechts 200 meter van de Cidologweg, ongeveer 70 kilometer van Sukabumi en ongeveer 25 kilometer afstand van de wijk Sagaranten. De Cikaso Waterval (Ciniti Waterval) ligt in de wijk Jampang Kulon, 1,5 uur rijden (70 kilometer) van Sukabumi City. De waterval hoogte is 80 meter en bestaat uit 3 watervallen, van links naar rechts Asepan Waterval, Meong Waterval en Aki Waterval.

### Tradities
Naast het jaarlijkse Oceaanfeest op 5 april in Pelabuhan Ratu Beach, is er ook Ngabungbang traditie in Estuary Cisukawayana River op elke volle maan van Maulud 14 van de maand in de vroege ochtend. Ngabungbang of Heilig bad saamhorigheid is traditie sinds 175-205 voor Christus, toen koning Hyang Brahma het Medang Gali (Galuh) Koninkrijk uitriep en werd voortgezet door Prabu Siliwangi uit het koninkrijk Pajajaran en tot op de dag van vandaag wordt gehouden.

## Districten
Het regentschap is verdeeld in 47 districten (Kecamatan). Met inbegrip van de onderstaande zeven districten met een asterisk (*) die binnen de stad Sukabumi vallen (en dus bestuurlijk buiten het regentschap), deze zijn:
- Bantargadung
- Baros *
- Bojong Genteng
- Caringin
- Ciambar
- Cibadak
- Cibeureum *
- Cibitung
- Cicantayan
- Cicurug
- Cidadap
- Cidahu
- Cidolog
- Ciemas
- Cikakak (37,400)[1]
- Cikembar
- Cikidang
- Cikole *
- Cimanggu
- Ciracap
- Cireunghas
- Cisaat
- Cisolok (62,076)[1]
- Citamiang *
- Curugkembar
- Geger Bitung
- Gunung Guruh
- Gunung Puyuh *
- Jampang Kulon
- Jampang Tengah
- Kabandungan
- Kadudampit
- Kalapa Nunggal
- Kali Bunder
- Kebonpedes
- Lembursitu *
- Lengkong
- Nagrak
- Nyalindung
- Pabuaran
- Parakan Salak
- Parung Kuda
- Pelabuhan Ratu (96,675)[1]
- Purabaya
- Sagaranten
- Simpenan (48,281)[1]
- Sukabumi
- Sukalarang
- Sukaraja
- Surade
- Tegal Buleud
- Waluran
- Warudoyong *
- Warung Kiara

Stadsgemeenten: Bandung · Banjar · Bekasi · Bogor · Cimahi · Cirebon · Depok · Sukabumi · Tasikmalaya

Regentschappen: Bandung · Bekasi · Bogor · Ciamis · Cianjur · Cirebon · Garut · Indramayu · Karawang · Kuningan · Majalengka · Pangandaran · Purwakarta · Subang · Sukabumi · Sumedang · Tasikmalaya · West-Bandung